# Lake Flannigan
Lake Flannigan är en sjö i Australien. Den ligger i delstaten Tasmanien, i den sydöstra delen av landet, omkring 460 kilometer nordväst om delstatshuvudstaden Hobart. Den ligger på ön King Island.
I omgivningarna runt Lake Flannigan växer i huvudsak städsegrön lövskog. Genomsnittlig årsnederbörd är 1 219 millimeter. Den regnigaste månaden är augusti, med i genomsnitt 193 mm nederbörd, och den torraste är februari, med 23 mm nederbörd.